# Модников, Олег Павлович
Оле́г Па́влович Мо́дников (17 июля 1945, Енакиево, Донецкая область — 29 сентября 2003, Ульяновск) — доктор медицинских наук, профессор, академик РАЕН.

## Направления работы
Много лет работал в одном направлении — над разработкой радиологических методов лечения онкологических заболеваний. Автор более 300 научных работ. Под его руководством защищены 27 кандидатских и 6 докторских диссертаций.
Стоял у истоков зарождения паллиативной медицины в Ульяновске и добился того, что Ульяновская область стала пионером в развитии этого направления здравоохранения. Ульяновский хоспис по праву можно назвать детищем Олега Павловича, как и областной Центр здоровья женщины (Ульяновский областной клинический онкологический диспансер ), которым он заведовал.

## Отделения в кафедре
Ещё одно достижение учёного и его кафедры — открытие в онкодиспансере отделения химиотерапии. Здесь работают выпускники медицинского факультета УлГУ, ученики Модникова.
Являлся заместителем директора Института онкологии.

## Краткая биография
В 1973 году защитил кандидатскую, а в 1985 году — докторскую диссертацию. В 1988 году ему присвоено учёное звание профессора по специальности «Медицинская радиология и рентгенология».
В Ульяновск Модников приехал в 1994 году работать в филиале МГУ.
По инициативе Олега Павловича в 1995 году на медицинском факультете УфМГУ создается кафедра лучевой диагностики, лучевой терапии и онкологии, которую он возглавлял все эти годы. В 1999 году он назначается заместителем директора, а в 2000 году — директором Института медицины, экологии и физической культуры Ульяновского государственного университета.
Заведующий кафедрой лучевой диагностики, лучевой терапии и онкологии Ульяновского государственного университета.
Отмечен медалью «За трудовую доблесть», а в июле 2003 года указом Президента России ему присвоено почетное звание «Заслуженный деятель науки Российской Федерации».
14 апреля 2004 года создан фонд имени профессора Модникова.
Ежегодно проходит конференция Модниковские чтения, посвященная памяти известного ульяновского ученого-онколога.
24 сентября 2004 года состоялось открытие мемориальной доски на здании Института медицины, экологии и физической культуры Ульяновского государственного университета.